# Щ-211
«Щ-211» — советская дизель-электрическая торпедная подводная лодка времён Второй мировой войны, принадлежит к серии X проекта Щ — «Щука».

## История корабля
Лодка была заложена 3 июня 1934 года на заводе № 200 «имени 61 коммунара» в Николаеве, заводской номер 1035, спущена на воду 3 сентября 1936 года, 5 мая 1938 года вступила в строй и вошла в состав Черноморского флота.

### Служба
На 22 июня 1941 года Щ-211 входила в 4-й дивизион 1-й бригады подводных лодок, базировавшийся в Севастополе, проходила текущий ремонт, вскоре поспешно оконченный.
Даже на фоне первых сокрушительных поражений РККА, на фоне окружения и пленения целых дивизий — Сталин начал необъявленную войну против Болгарского царства: заброс в его пределы диверсантов на парашютах и на подводных лодках! В основном это были члены БКП, ранее эмигрировавшие в Советский Союз.
С 6 по 23 июля 1941 года «Щ-211» находилась на боевом дежурстве на позиции № 5 возле мыса Эмине, но встреч с иностранными кораблями не имела. Помощник командиром подводной лодки был назначен Павел Борисенко.

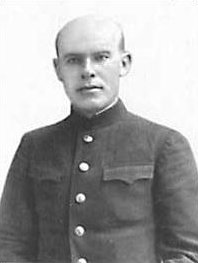
Александр Девятко, бессменный командир Щ-211 в период войны

5 августа 1941 года Щ-211 вышла из Севастополя под командованием капитана-лейтенанта Александр Девятко с 14 болгарскими коммунистами на борту. Старшим группы был Цвятко Радойнов. Задача «подводников» была возглавить коммунистическое сопротивление в разных областях Болгарии. Подлодка достигла болгарского побережья 8 августа. Из-за сильного света луны и риска быть обнаруженной, группа десантировалась на три дня позже — 11 августа, в устье реки Камчия, севернее мыса Карабурун. Из всей группы войну пережили трое: Костадин Лагадинов — позже военный юрист и генерал Болгарской народной армии. Видинов Кирил Рангелов (1905-1994), генерал Болгарской народной армии и Маринов Иван, врач.
Четыре дня спустя после десантирования болгарской группы — 15 августа 1941 года, Щ-211 открыла «боевой счет» Черноморского флота в Великой Отечественной войне, потопив румынский транспорт «Пелеш» (5708 брт) возле мыса Эмине. 29 сентября того же года Щ-211 потопила возле болгарского побережья итальянский танкер «Суперга» (6154 брт).
За 5 месяцев службы совершила 4 боевых похода, суммарно провела 64 дня в море, совершила 4 атаки и выпустила 6 торпед, потопив два судна. Стала самой результативной советской подводной лодкой 1941 года.
14 ноября 1941 года Щ-211 ушла в боевой поход в район Варны, из которого не вернулась. Причина и место гибели долгое время оставались неизвестными.
В начале 1942 года море выбросило на песчаный пляж у села (ныне город) Бяла, к северу от мыса Ак-Бурну (ныне мыс Свети-Атанас) обезображенный труп советского морского офицера в резиновом костюме с разбитым биноклем на шее. Этим моряком оказался помощник командира «Щ-211» старший лейтенант Павел Романович Борисенко. Вероятно в момент гибели «Щ-211» находилась в надводном положении, и нёсший на мостике вахту Борисенко погиб при взрыве.

## Обнаружение
13 сентября 2000 года обнаруженный на дне южнее Варны в точке с координатами 42°53,65′ с. ш. 28°3,51′ в. д. остов «Щуки» серии X с оторванным первым отсеком опознали как Щ-211, так как в том районе других погибших лодок этой серии не было. В 2003 году было произведено подводное обследование спасательным судном «Эпрон» и килекторным судном «КИЛ-158» при визите кораблей Черноморского флота России в Болгарию, показавшее: корабль лежит на глубине 24—25 метров, корпус сильным взрывом разломлен на две неравные части: массивная кормовая и небольшая носовая. Корпус обоих частей имеет множественные внешние повреждения (вмятины и пробоины), наружный люк сорван, ограждение прочной рубки сорвано взрывом. Носовое палубное орудие в боевом положении и заклинено (гильза от снаряда осталась в казенной части), следовательно, перед гибелью корабля орудие вело огонь. Винты и палубное орудие, а также 28 предметов из центрального поста были сняты и подняты на поверхность для экспозиции в музее. Оружие, причинившее столь обширные повреждения кораблю, не идентифицировано, так как ни установленные в том районе мины, ни глубинные бомбы, применявшиеся румынами в 1941 году, такого эффекта произвести не могли. Существует версия об атаке находившейся в надводном положении подводной лодки с воздуха. Данных о произведённых в тот период атаках нет, поэтому точная причина гибели корабля остаётся неизвестной. Сохранилась могила помощника командира, старшего лейтенанта Павла Романовича Борисенко, тело которого было найдено болгарами на берегу возле села Шкорпиловци, после гибели лодки. Он был в кителе, на его шее висел бинокль с разбитыми линзами.
Это место недалеко от впадения реки Камчия в Чёрное море (местность Камчия). Уже несколько лет в феврале на этом месте проходят торжественные митинги, посвящённые очередной дате гибели подводной лодки Щ-211, с участием московских ветеранов войны и труда и болгарских ветеранов.

## Командиры
- Февраль—ноябрь 1937: Кашеваров Е. Т.
- Ноябрь 1937 — август 1938: Богуш В. Н.
- Октябрь 1938 — март 1939: Хияйнен, Лев Петрович[6].
- 1939 — февраль 1941: Карбовский, Григорий Ефстафьевич.
- февраль—ноябрь 1941:А. Д. Девятко.